# Алегри (микрорегион)

Алегри на карте.

Алегри (порт. Microrregião de Alegre) — микрорегион в Бразилии, входит в штат Эспириту-Санту. Составная часть мезорегиона Юг штата Эспириту-Санту. 
Население составляет 	158 303	 человека (на 2010 год). Площадь — 	3 468,871	 км². Плотность населения — 	45,64	 чел./км².

## Демография
Согласно сведениям, собранным в ходе переписи 2010 г. Национальным институтом географии и статистики (IBGE), население микрорегиона составляет:						
| Полное население                             | Полное население                             | Полное население                             | Полное население                             | 158 303 |
| -------------------------------------------- | -------------------------------------------- | -------------------------------------------- | -------------------------------------------- | ------- |
| в том числе:                                 | Городское население                          | 94 484                                       | Процент городского населения, %              | 59,69   |
|                                              | Сельское население                           | 63 819                                       | Процент сельского населения, %               | 40,31   |
|                                              | Мужское население                            | 79 459                                       | Процент мужского населения, %                | 50,19   |
|                                              | Женское население                            | 78 844                                       | Процент женского населения, %                | 49,81   |
| Плотность населения, чел/км²                 | Плотность населения, чел/км²                 | Плотность населения, чел/км²                 | Плотность населения, чел/км²                 | 45,64   |
| Население микрорегиона в % к населению штата | Население микрорегиона в % к населению штата | Население микрорегиона в % к населению штата | Население микрорегиона в % к населению штата | 4,50    |

## Статистика
- Валовой внутренний продукт на 2003 составляет 471 086 377,00 реалов (данные: Бразильский институт географии и статистики).
- Валовой внутренний продукт на душу населения на 2003 составляет 2966,56 реалов (данные: Бразильский институт географии и статистики).
- Индекс развития человеческого потенциала на 2000 составляет 0,729 (данные: Программа развития ООН).

## Состав микрорегиона
В составе микрорегиона включены следующие муниципалитеты:
1. Алегри
2. Дивину-ди-Сан-Лоренсу
3. Дорис-ду-Риу-Прету
4. Гуасуи
5. Ибатиба
6. Ибитирама
7. Ирупи
8. Иуна
9. Мунис-Фрейри